# باشگاه ۱۰۰ کروری‌ها
باشگاه ۱۰۰ کروری‌ها (انگلیسی: 100 Crore Club) یک عنوان غیررسمی است که توسط رسانه و تجارت فیلم هندی اتخاذ گردید و در ارتباط با فیلم‌هایی با زبان‌های هند است که بعد از کسر مالیات متعلقه، سود خالصی بالغ بر ۱۰۰ کرور روپیه (یک بیلیون روپیه هند) یا بیشتر از آن در هند کسب کرده‌اند. هدف گیشه در سال ۲۰۱۲، به مقدار فروشی بالغ بر ۱۰۰ کرور روپیه (۱۳٫۳ میلیون دلار آمریکا) تبدیل شده بود که «شاخص جدید برای یک فیلم بود تا به عنوان فیلمی پرمخاطب اعلام گردد»، و افرادی که به فیلم‌های درون باشگاه ۱۰۰ کروری‌ها مرتبط بودند به عنوان «اقشار نخبه» در جامعه سینمای هند مورد توجه قرار می‌گرفتند.
در سال ۲۰۱۷، باشگاه ۱۰۰۰ کروری‌ها به جای این باشگاه در نظر گرفته شد. در حال حاضر، سلمان خان (۱۵) و آکشی کومار (۱۵) بالاترین امتیاز را صاحب هستند.

## ره‌شمار پرفروش‌ترین فیلم‌ها در سطوح مختلف
فروش جهانی
برای اطلاعات بیشتر مقاله فهرست پرفروش‌ترین فیلم‌های سینمای هند را مشاهده کنید.
| فروش ناخالص اسمی                | فروش ناخالص اسمی | فروش ناخالص اسمی | فروش ناخالص اسمی   |
| نام فیلم                        | سال              | فروش             | مرجع               |
| ------------------------------- | ---------------- | ---------------- | ------------------ |
| رقصنده دیسکو (۱۹۸۲)             | ۱۹۸۴             | ۱۰۰ کرور روپیه   | [ ۶ ]              |
| من برای تو چه کسی هستم؟ (۱۹۹۴)  | ۱۹۹۴             | ۲۰۰ کرور روپیه   | [ ۷ ]              |
| داماد عاشق عروس را می‌برد (۱۹۹۵) | ۱۹۹۶             | ۲۰۰ کرور روپیه   | [ ۸ ] [ ۹ ] [ ۱۰ ] |
| سه احمق (۲۰۰۹)                  | ۲۰۰۹             | ۳۰۰ کرور روپیه   | [ ۱۱ ]             |
| سه احمق (۲۰۰۹)                  | ۲۰۱۳             | ۴۰۰ کرور روپیه   |                    |
| قطار چنای (۲۰۱۳)                | ۲۰۱۳             | ۴۰۰ کرور روپیه   | [ ۱۲ ]             |
| موج ۳ (۲۰۱۳)                    | ۲۰۱۳             | ۵۰۰ کرور روپیه   | [ ۱۳ ]             |
| موج ۳ (۲۰۱۳)                    | ۲۰۱۴             | ۵۵۰ کرور روپیه   | [ ۱۳ ]             |
| پی‌کی (۲۰۱۴)                     | ۲۰۱۴             | ۶۰۰ کرور روپیه   | [ ۱۴ ]             |
| پی‌کی (۲۰۱۴)                     | ۲۰۱۵             | ۷۰۰ کرور روپیه   | [ ۱۵ ]             |
| پی‌کی (۲۰۱۴)                     | ۲۰۱۵             | ۸۰۰ کرور روپیه   | [ ۱۵ ]             |
| باهوبالی ۲: فرجام (۲۰۱۷)        | ۲۰۱۷             | ۹۰۰ کرور روپیه   |                    |
| باهوبالی ۲: فرجام (۲۰۱۷)        | ۲۰۱۷             | ۱٬۰۰۰ کرور روپیه |                    |
| دنگل (۲۰۱۶)                     | ۲۰۱۷             | ۱٬۰۰۰ کرور روپیه | [ ۱۶ ]             |

فروش داخلی
برای اطلاعات بیشتر مقاله فهرست پرفروش‌ترین فیلم‌های سینمای هند را مشاهده کنید.
| فروش اسمی               | فروش اسمی | فروش اسمی        | فروش اسمی          | فروش اسمی            |
| نام فیلم                | سال       | ره‌شمار فروش خالص | ره‌شمار فروش ناخالص | مرجع                 |
| ----------------------- | --------- | ---------------- | ------------------ | -------------------- |
| من برای تو چه کسی هستم؟ | ۱۹۹۴      | ₹۵۰ کرور         | ₹۱۰۰ کرور          | [ ۱۷ ]               |
| من برای تو چه کسی هستم؟ | ۱۹۹۵      | ₹۶۰ کرور         | ₹۱۵۰ کرور          | [ ۱۸ ]               |
| گجینی                   | ۲۰۰۸      | ₹۱۰۰ کرور        | ₹۱۵۰ کرور          | [ ۱۹ ]               |
| سه احمق                 | ۲۰۰۹      | ₹۱۵۰ کرور        | ₹۲۰۰ کرور          | [ ۲۰ ]               |
| سه احمق                 | ۲۰۰۹      | ₹۲۰۰ کرور        | ₹۲۵۰ کرور          | [ ۲۰ ]               |
| قطار چنای               | ۲۰۱۳      | ₹۲۰۰ کرور        | ₹۳۰۰ کرور          | [ ۲۱ ]               |
| موج ۳                   | ۲۰۱۳      | ₹۲۵۰ کرور        | ₹۳۵۰ کرور          | [ ۲۲ ] [ ۲۳ ]        |
| پی‌کی                    | ۲۰۱۴      | ₹۳۰۰ کرور        | ₹۴۵۰ کرور          | [ ۲۳ ]               |
| آغاز باهوبالی           | ۲۰۱۵      | ₹۴۰۰ کرور        | ₹۵۰۰ کرور          | [ ۲۴ ] [ ۲۵ ]        |
| دنگل                    | ۲۰۱۶      | ₹۴۰۰ کرور        | ₹۵۵۰ کرور          | [ ۲۶ ]               |
| باهوبالی ۲: فرجام       | ۲۰۱۷      | ₹۵۰۰ کرور        | ₹۶۰۰ کرور          | [ ۲۷ ] [ ۲۸ ] [ ۲۹ ] |
| باهوبالی ۲: فرجام       | ۲۰۱۷      | ₹۱٬۰۰۰ کرور      | ₹۱٬۰۰۰ کرور        | [ ۲۸ ]               |

فروش در خارج از کشور
برای اطلاعات بیشتر مقاله فهرست پرفروش‌ترین فیلم‌های سینمای هند در خارج از کشور را مشاهده کنید.
| فروش ناخالص اسمی                      | فروش ناخالص اسمی | فروش ناخالص اسمی                         | فروش ناخالص اسمی |
| نام فیلم                              | سال              | ره‌شمار فروش                              | مرجع             |
| ------------------------------------- | ---------------- | ---------------------------------------- | ---------------- |
| من خان هستم (۲۰۱۰)                    | ۲۰۱۰             | ₹۱۰۰ کرور                                | [ ۳۰ ]           |
| سه احمق (۲۰۰۹)                        | ۲۰۱۱             | ₹۱۲۰ کرور                                |                  |
| سه احمق (۲۰۰۹)                        | ۲۰۱۳             | ₹۱۵۰ کرور                                | [ n ۱ ]          |
| موج ۳ (۲۰۱۳)                          | ۲۰۱۴             | ₹۲۰۰ کرور                                |                  |
| پی‌کی (۲۰۱۴)                           | ۲۰۱۵             | ₹۲۵۰ کرور                                | [ ۱۵ ]           |
| پی‌کی (۲۰۱۴)                           | ۲۰۱۵             | ₹۳۰۰ کرور                                | [ ۱۵ ]           |
| دنگل (۲۰۱۶)                           | ۲۰۱۷             | ₹۴۰۰ کرور                                | [ ۳۱ ]           |
| دنگل (۲۰۱۶)                           | ۲۰۱۷             | ₹۵۰۰ کرور                                | [ ۳۱ ]           |
| دنگل (۲۰۱۶)                           | ۲۰۱۷             | ₹۶۰۰ کرور                                | [ ۳۱ ]           |
| دنگل (۲۰۱۶)                           | ۲۰۱۷             | ₹۱٬۰۰۰ کرور                              | [ ۳۱ ]           |
| فروش ناخالص بر اساس تورم مرتب شده است |                  |                                          |                  |
| نام فیلم                              | سال              | ره‌شمار فروش                              | مرجع             |
| آواره (۱۹۵۱)                          | ۱۹۵۴             | ۱۰۰ کرور روپیه (۱۳ میلیون دلار آمریکا)   | [ n ۲ ]          |
| آواره (۱۹۵۱)                          | ۱۹۵۴             | ۲۰۰ کرور روپیه (۲۵ میلیون دلار آمریکا)   | [ n ۲ ]          |
| آواره (۱۹۵۱)                          | ۱۹۵۴             | ۳۰۰ کرور روپیه (۳۸ میلیون دلار آمریکا)   | [ n ۲ ]          |
| آواره (۱۹۵۱)                          | ۱۹۵۴             | ۴۰۰ کرور روپیه (۵۰ میلیون دلار آمریکا)   | [ n ۲ ]          |
| چهار قلب، چهار راه (۱۹۵۹)             | ۱۹۶۲             | ۵۰۰ کرور روپیه (۶۳ میلیون دلار آمریکا)   | [ ۳۲ ]           |
| چهار قلب، چهار راه (۱۹۵۹)             | ۱۹۶۲             | ۵۵۰ کرور روپیه (۶۹ میلیون دلار آمریکا)   | [ ۳۲ ]           |
| مادر شدن (۱۹۶۶)                       | ۱۹۶۹             | ۶۰۰ کرور روپیه (۷۵ میلیون دلار آمریکا)   | [ ۳۲ ]           |
| بابی (۱۹۷۳)                           | ۱۹۷۵             | ۶۰۰ کرور روپیه (۷۵ میلیون دلار آمریکا)   | [ ۳۲ ]           |
| رقصنده دیسکو (۱۹۸۲)                   | ۱۹۸۴             | ۷۰۰ کرور روپیه (۸۸ میلیون دلار آمریکا)   | [ n ۳ ]          |
| رقصنده دیسکو (۱۹۸۲)                   | ۱۹۸۵             | ۸۰۰ کرور روپیه (۱۰۰ میلیون دلار آمریکا)  | [ n ۳ ]          |
| رقصنده دیسکو (۱۹۸۲)                   | ۱۹۸۶             | ۹۰۰ کرور روپیه (۱۱۰ میلیون دلار آمریکا)  | [ n ۳ ]          |
| رقصنده دیسکو (۱۹۸۲)                   | ۱۹۸۷             | ۱۰۰۰ کرور روپیه (۱۳۰ میلیون دلار آمریکا) | [ n ۳ ]          |